# انکوریج

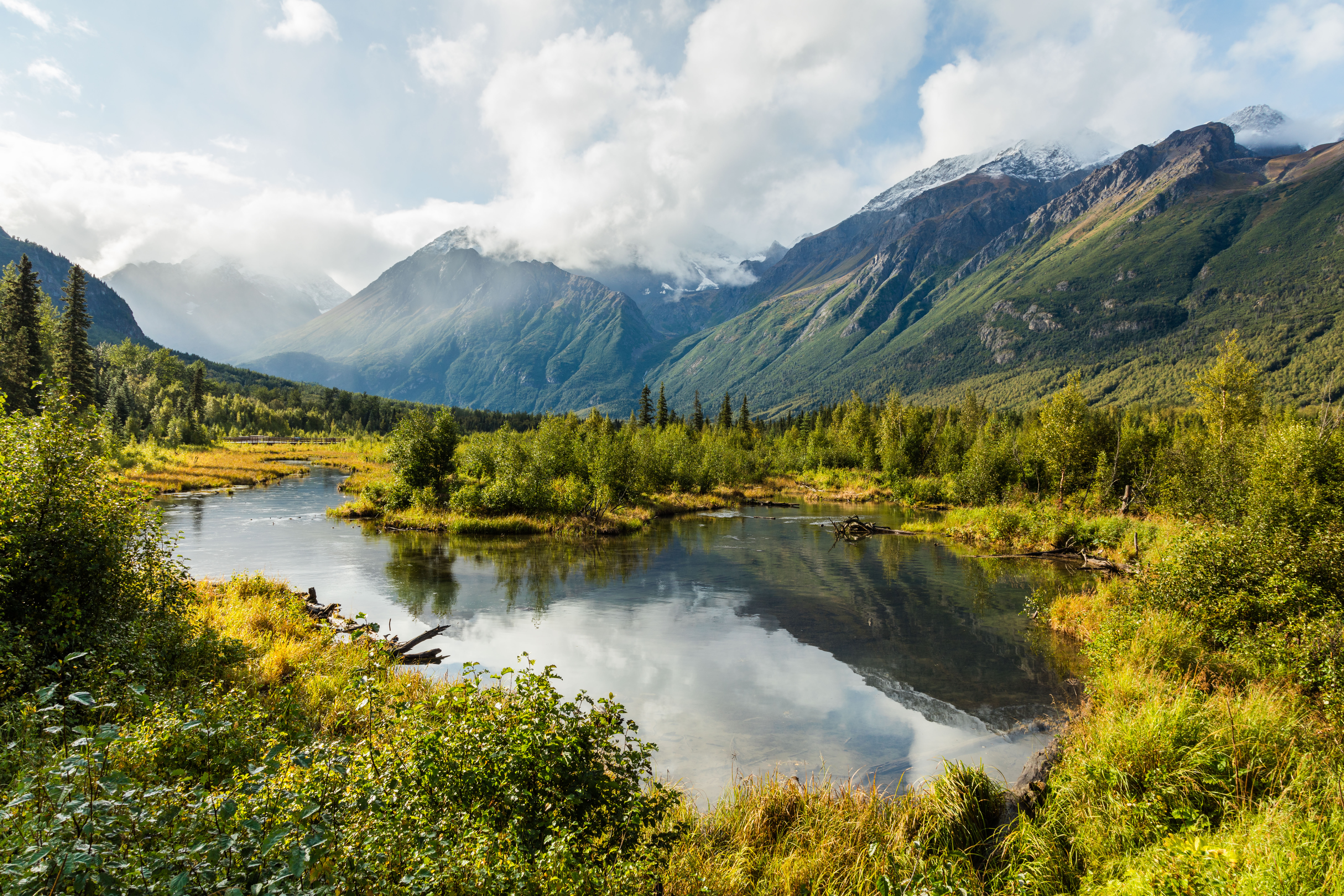
نگاره‌ای از رودخانه عقاب در ناحیهٔ انکوریج، ایالت آلاسکا، ایالات متحده آمریکا.

انکوریج (به انگلیسی: Anchorage) بزرگ‌ترین شهر ایالت آلاسکا در کشور ایالات متحده آمریکا و یکی از مهم‌ترین مراکز اقتصادی و فرهنگی این آلاسکا است. این شهر در جنوب مرکزی آلاسکا، در نزدیکی خلیج کوک، واقع شده و به عنوان دروازه‌ای برای دسترسی به بخش‌های مختلف آلاسکا شناخته می‌شود. با وجود اینکه جونو پایتخت آلاسکا است، انکوریج به دلیل تراکم جمعیتی بیشتر و تمرکز بسیاری از فعالیت‌های تجاری و حمل‌ونقل، نقشی برجسته در این ایالت دارد.
آب‌وهوای انکوریج ترکیبی از ویژگی‌های اقلیم زیرقطبی و معتدل است که باعث می‌شود زمستان‌های سرد و تابستان‌های خنک داشته باشد. طبیعت زیبای اطراف شهر، از جمله کوه‌های چاوگاچ، پارک‌های ملی و مسیرهای طبیعت‌گردی، انکوریج را به مقصدی محبوب برای گردشگران و علاقه‌مندان به ماجراجویی در فضای باز تبدیل کرده است. این شهر همچنین یکی از بهترین مکان‌ها برای مشاهده شفق قطبی در زمستان به شمار می‌رود.
اقتصاد انکوریج به شدت به صنعت نفت، ترابری و گردشگری وابسته است. فرودگاه بین‌المللی تد استیونز در انکوریج یکی از پرترددترین فرودگاه‌های باربری در جهان است و نقش مهمی در تجارت جهانی دارد. از نظر فرهنگی، انکوریج با میزبانی از جشنواره‌ها، رویدادهای هنری، و موزه‌هایی که تاریخ و فرهنگ بومی آلاسکا را نمایش می‌دهند، جذابیت دارد. این شهر همچنین مکانی است که در آن سنت‌ها و فرهنگ بومیان آلاسکا با زندگی امروزی ترکیب شده است.
این شهر در ۱۹۱۴–۱۹۱۵ از یک ایستگاه راه‌آهن گسترش یافت و بعدها به واسطه کشفیات نفت و گاز به شهری بزرگ و وسیع و آباد تبدیل شد.
این شهر هم‌اکنون کمتر از ۳۰۰ هزار جمعیت دارد، و از منابع درآمد این شهر می‌توان به منابع نفتی و گردشگری اشاره کرد.
دانشگاه پاسیفیک آلاسکا در ۱۹۵۹ در این شهر بنیاد نهاده شد. این شهر همچنین دارای موزه‌های تاریخ و هنر و دارای ۳ بیمارستان، ۱ فرودگاه بین‌المللی، ۳ فرودگاه داخلی، ۳ مرکز ترانزیت، ۴ دانشگاه و ۳ کالج می‌باشد.